# 秘教
秘教（ひきょう、英: esotericism、 仏: ésotérisme）とは、第1に「秘伝的な」「奥義的な」「選ばれた少数者だけの」 (esoteric) と、第2に「深遠なこと」「難解なこと」との、2通りの意味を有する。英語の esotericism（仏語の ésotérisme）は、ギリシア語の ἔσω (エソー、「内部に」) を語幹とする ἐσωτερικός (エソーテリコス、「より内部に関係する」) から生じたものである。対義語は、「公教的」「顕教的」「公開的」「通俗的」 (exoteric) である。
エソテリック（「秘教的」「秘伝的」「奥義的」）な知識とは、辞書的意味においては、「教化された」「賢明な」あるいは特別に教育された人々の狭いサークルにのみ入手可能な知識である。秘教的な事柄は "esoterica" とも呼ばれる。反対にエクソテリック（「公教的」「公開的」「通俗的」）な知識とは、よく知られている知識、つまり公（おおやけ）になっている知識であり、もしくはおおよそ社会一般に不文律的に了解されている知識である。

## 思想史上の秘教
宗教学・思想史などの学術的文脈においては、エソテリシズムはグノーシス主義、ヘルメス主義、魔術、占星術、錬金術、薔薇十字思想 (Rosicrucianism)、ヤーコプ・ベーメとその追従者たちのキリスト教神智学、18世紀フランスで盛行したイリュミニスム、メスメリズム (Mesmerism)、スウェーデンボルグ説、心霊主義、ブラヴァツキー夫人とその追従者たちに結び付けられる神智学の諸思潮などを含む、歴史的に関連した一連の宗教的諸潮流を示す。これらの諸潮流を結びつけている共通的特徴に関してはさまざまな意見があるが、いずれの意見も「内奥性」（霊性）、神秘性、秘密性といったものを決定的な特徴に挙げていない。オカルティズム（隠秘学）はエソテリシズムとは区別されるべき概念であるが、実際にはエソテリシズムと同じ意味の言葉として使われていることが多々ある。
日本では一般にエソテリシズムの語に秘教という訳語が当てられるが、密教と訳されることもある（たとえばユダヤ教の神知論であるカバラをユダヤ密教と呼ぶ場合がある）。一般に日本では密教という言葉は「秘密仏教」のことを指し、その英訳が Esoteric Buddhism である。

## 語の起源
プラトンは対話編『アルキビアデス』（紀元前390年頃）において「内なるもの」を意味する ta esô （タ・エソー）という表現を使い、対話編『テアイテトス』（紀元前360年頃）では「外なるもの」の意味の ta eksô （タ・エクソー）を用いた。 ギリシャ語の形容詞 esôterikos （エソーテリコス）の最初の用例と思われるのは紀元166年頃に書かれたルキアノスの「命の競売」26章（「哲学諸派の売り立て」とも呼ばれる）にある。
「エソテリック」 (esoteric) という語の英語における初出は、1701年、トーマス・スタンリーによる『哲学史』での、ピュタゴラスの神秘主義学派についての記述である。その記述によればピュタゴラス教団は、教育中の exoteric （外の人）と、「内部の」サークルの中に入ることを許される esoteric （内の人）に分けられていた。フランス語における形容詞のエゾテリック（ésotérique）に対応する名詞「エゾテリスム」 (ésotérisme) は、ジャック・マテール (Jacques Matter) が1828年に造語したもので、エリファス・レヴィが1850年代にこれを用いたことにより普及した。その英語形「エソテリシズム」 (esotericism) は、1880年代に神智学者アルフレッド・シネット (Alfred Percy Sinnett) の著作を通じて英語圏に導入された。日本においてはフランス語文献による紹介が多かったこともあり、「エゾテリスム」の形も多く用いられている。

## 含意
学問的意味でのエソテリシズム、すなわち「秘教」という言葉が指し示す種々の諸潮流を一元化するものは何であるかということに関しては争いがあり、様々な見解があるが、中でも最も影響力のある見解はけだしアントワーヌ・フェーヴルが提案したものであろう。彼の定義は、これらの諸潮流の中に次の4つの本質的な特徴が存することに基づいている。
- 照応（コレスポンダンス）の理論
- 自然が生きている全体であるという信念
- 想像力と媒体 - 霊的な知識に接するために（シンボルあるいはビジョンのような）要素を媒体としようとするような想像力。
- この知識に到達するときの個人的な変成（トランスミュタシオン、Transmutation）の感覚

これに2つのこれほど決定的でない特徴が加えられる。
- 和協（コンコルダンス）の実践 - 異なった伝統の間に一致する共通要素があることを示し、より良い知識を獲得しようとする動き。
- 伝授の重要性の強調 - 秘教はしばしばイニシエーションの要素を付け加え、伝授された知識こそ有効で、それには導き手が必要であると考える。

しかしながらフェーヴルの定義も、言葉の最適な用法についていくつかある多様な見解のひとつである、ということは強調しておかねばならない。

## 関連文献
- 岡部雄三 『ヤコブ・ベーメと神智学の展開』 岩波書店、2010年。
- 田中千惠子 『『フランケンシュタイン』とヘルメス思想 - 自然魔術・崇高・ゴシック』 水声社、2015年。
- フリッチョフ・シュオン 『形而上学とエゾテリスム』 漆原健訳、春秋社、2015年。
- 大田俊寛 『現代オカルトの根源 - 霊性進化論の光と闇』 筑摩書房〈ちくま新書〉、2013年 ISBN 978-4-480-06725-8

### 秘教思想家
- マルティネス・ド・パスカリ（フランス語版）
- ルイ＝クロード・ド・サン＝マルタン（フランス語版）
- ルネ・ゲノン
- フリッチョフ・シュオン（フランス語版）
- ユリウス・エーヴォラ

### 秘教史家
- アントワーヌ・フェーヴル（フランス語版）
- ニコラス・グドリック＝クラーク（英語版）
- ヴァウター・ハーネフラーフ（オランダ語版）